# Рипалта Нуова (Кремона)
Рипалта Нуова је насеље у Италији у округу Кремона, региону Ломбардија.
Према процени из 2011. у насељу је живело 1828 становника. Насеље се налази на надморској висини од 75 м.